# Michael Jefry Stevens
Michael Jefry Stevens (* 13. März 1951 in New York City) ist ein amerikanischer Pianist und Komponist, der vor allem im Bereich des Creative Jazz hervorgetreten ist.

## Leben und Wirken
Stevens erhielt bereits im Alter von fünf Jahren Klavierunterricht. Als Teenager in Florida widmete er sich dem Rock ’n’ Roll und spielte eine Farfisa-Orgel. Unter dem Eindruck der Musik von Miles Davis und John Coltrane wendete er sich dem Jazz zu. Von 1980 an studierte er am Queens College bei Roland Hanna, Jimmy Heath und Donald Byrd.
Seit Mitte der 1980er Jahre arbeitete Stevens mit Mark Whitecage im Ensemble Liquid Time. Von 1988 bis 1990 leitete er gemeinsam mit Dave Douglas das Mosaic Sextet, zu dem Mark Feldman, Michael Rabinowitz, Joe Fonda und Harvey Sorgen gehörten; dessen Album Today, this Moment zählt mittlerweile zu den Klassikern des Genres. Mit gleicher Rhythmusgruppe arbeitete seit 1992 die Fonda-Stevens Group, mit der er regelmäßig in Europa auf Tournee war und Birdtalk und weitere herausragende Alben vorlegte. Gemeinsam mit Fonda, dem Multiinstrumentalisten Gebhard Ullmann und wechselnden Schlagzeugern bildete er 1999 das Quartett Conference Call, das bisher sieben Alben veröffentlichte. Weiterhin arbeitete er mit Nicole Metzger, Wendy Jones, Dom Minasi, Jon Hemmersam, Dominic Duval, Daunik Lazro, Matt Wilson, Szilárd Mezei, George Schuller und Jay Rosen. Zudem war er mit der Band In Transit um Jürg Solothurnmann und im Songbook Project mit Sänger Miles Griffith aktiv.
Stevens komponierte mehr als 400 Kompositionen und leitete diverse Workshops.

## Diskographische Hinweise
- Brass Tactics (Konnex Records 2016, mit Dave Ballou, Ed Sarath, Dave Taylor, Steve Swell; rec. 2008)
- Michael Jefry Stevens, Brian Breeze Cayolle, Jonathan Wires In the Tradition (Konnex Records 2013)
- The Survivor’s Suite (2002)
- Michael Jefry Stevens & Mark Feldman Haiku (Leo Records 1995)
- The Mosaik Sextet Today, this Moment (Konnex Records, 1994/GM Recordings; rec. 1988–1990)
- Mountain Song (2012), mit Eliot Wadopian
- Art Lillard / Michael Jefry Stevens: Original Music for Septet (2020), mit David Weisbrot, Jim Van Dyke, Tim Whalen, Dave DeAngelo, Hideo Kawahara
- The Peacocks: Solo Piano Vol. IV (2024)